# 2013 FS28
2013 FS28 ist ein großes transneptunisches Objekt im Kuipergürtel, das bahndynamisch als «extremes trans-Neptunisches Object» (ETNO) und als nahes oder erweitertes Scattered Disc Object (DO oder SDO) eingestuft wird. Aufgrund seiner Größe ist der Asteroid ein Zwergplanetenkandidat. Die Umlaufbahn des Planetoiden ist momentan nur grob bestimmbar.

## Entdeckung
2013 FS28 wurde am 16. März 2013 von Chad Trujillo und Scott Sheppard mit dem 4,0-m-Víctor-M.-Blanco-Teleskop am Cerro Tololo-Observatorium (Chile) entdeckt. Die Entdeckung wurde am 29. August 2016 bekanntgegeben.
Der Beobachtungsbogen des Asteroiden beginnt mit der offiziellen Entdeckungsbeobachtung im März 2013. Im April 2017 lagen insgesamt lediglich 13 Beobachtungen über einen Zeitraum 13 Monaten vor, was für eine sichere Bahnbestimmung noch nicht ausreicht. Die bisher letzte Beobachtung wurde im Mai 2014 am Las-Campanas-Observatorium (Chile) durchgeführt. (Stand 26. Februar 2019)

## Eigenschaften

### Umlaufbahn
Nach derzeitigem Wissensstand umkreist 2013 FS28 die Sonne in 2772,97 Jahren auf einer hochgradig elliptischen Umlaufbahn zwischen 34,36 AE und 360,39 AE Abstand zu deren Zentrum. Die Bahnexzentrizität beträgt 0,826, die Bahn ist 13,03° gegenüber der Ekliptik geneigt. Derzeit ist der Planetoid 84,25 AE von der Sonne entfernt. Das Perihel durchläuft er das nächste Mal 2111, der letzte Periheldurchlauf dürfte also im Jahre 660 vor Christus erfolgt sein.
2013 FS28 gehört zu einer kleinen Gruppe von Detached Objects, die Perihelia über 30 AE und große Halbachsen über 150 AE aufweisen. Solche Extreme Trans-Neptunian Objects (ETNO) können ohne ein bahnstörendes Objekt nicht auf solche Umlaufbahnen gelangen, was zu der Spekulation über einen neunten Planeten führte.
Das Minor Planet Center führt 2013 FS28 als SDO/Zentaur und allgemein als «Distant Object», während von Marc Buie (DES) noch gar keine spezifische Einstufung existiert. Das Johnston’s Archive führt den Planetoiden dagegen als erweitertes SDO (ESDO bzw. DO) auf.

### Größe
Derzeit wird von einem Durchmesser von etwa 468 km ausgegangen, basierend auf einem Rückstrahlvermögen von 7 % und einer absoluten Helligkeit von 5,3 m. Ausgehend von einem Durchmesser von 468 km ergibt sich eine Gesamtoberfläche von etwa 688.000 km². Die scheinbare Helligkeit von 2013 FS28 beträgt 24,30 m.
Da anzunehmen ist, dass sich 2013 FS28 aufgrund seiner Größe im hydrostatischen Gleichgewicht befindet und somit weitgehend rund sein muss, sollte er die Kriterien für eine Einstufung als Zwergplanet erfüllen. Mike Brown geht davon aus, dass es sich bei 2013 FS28 um möglicherweise einen Zwergplaneten handelt.
| Jahr                                         | Abmessungen km | Quelle   |
| -------------------------------------------- | -------------- | -------- |
| 2018                                         | 464,0          | Johnston |
| 2018                                         | 468,0          | Brown    |
| Die präziseste Bestimmung ist fett markiert. |                |          |